# The F Word
The F Word is de twaalfde aflevering van het dertiende seizoen van South Park. Hij kwam voor het eerst uit in de Verenigde Staten op 4 november 2009. Deze aflevering verscheen, net als de rest van het seizoen, in hd-kwaliteit en een 16:9-ratio.

## Verhaal
De jongens hebben geen zin hun weekend te laten verpesten door de Harley club die hun stadje luidruchtig bezoekt. Het woord 'Fag' krijgt een heel nieuwe betekenis.

## Verwijzingen
- Emmanuel Lewis vertolkte Webster Long in de Amerikaanse komedieserie Webster.